# دوروتی دی
 دوروتی دی (انگلیسی: Dorothy Day؛ زاده ۸ نوامبر ۱۸۹۷ درگذشته ۲۹ نوامبر ۱۹۸۰) یک روزنامه نگار، فعال مدنی و نوکیش کاتولیک اهل ایالات متحده آمریکا بود. او را در شمار الگوهای اخلاقی در جامعه آمریکا در کنار لینکولن، مورتن و مارتین لوتر کینگ آورده‌اند. او از اعضای جنبشهای کمک به فقرا و افراد بی خانمان بوده‌است.